# Các hang Monte Castillo
Các hang Monte Castillo, nằm ở đô thị Cantabrian thuộc Puente Viesgo, chứa một các khu vực thời đại đồ đá cũ trong vùng. Các hang phức hợp Monte Castillo có trong danh sách di sản thế giới của UNESCO từ tháng 07 năm 2008, thuộc "hang Altamira và hang Altamira và hang nghệ thuật thời đại đồ đá cũ của Bắc Tây Ban Nha". Những hang này bao gồm hang Las Monedas, hang El Castillo, hang Las Chimeneas, và hang La Pasiega.